# Yealand Conyers
Yealand Conyers – wieś w Anglii, w hrabstwie Lancashire, w dystrykcie Lancaster. Leży 85 km na północny zachód od miasta Manchester i 344 km na północny zachód od Londynu.